# Germaine Poinso-Chapuis

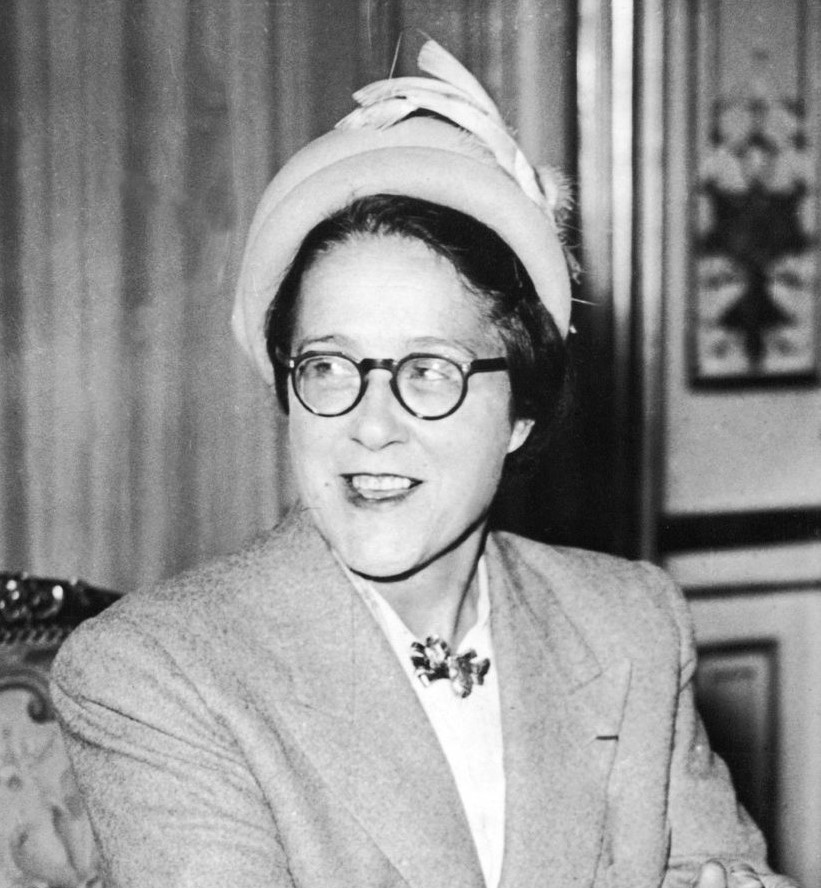
Germaine Poinso-Chapuis in 1947

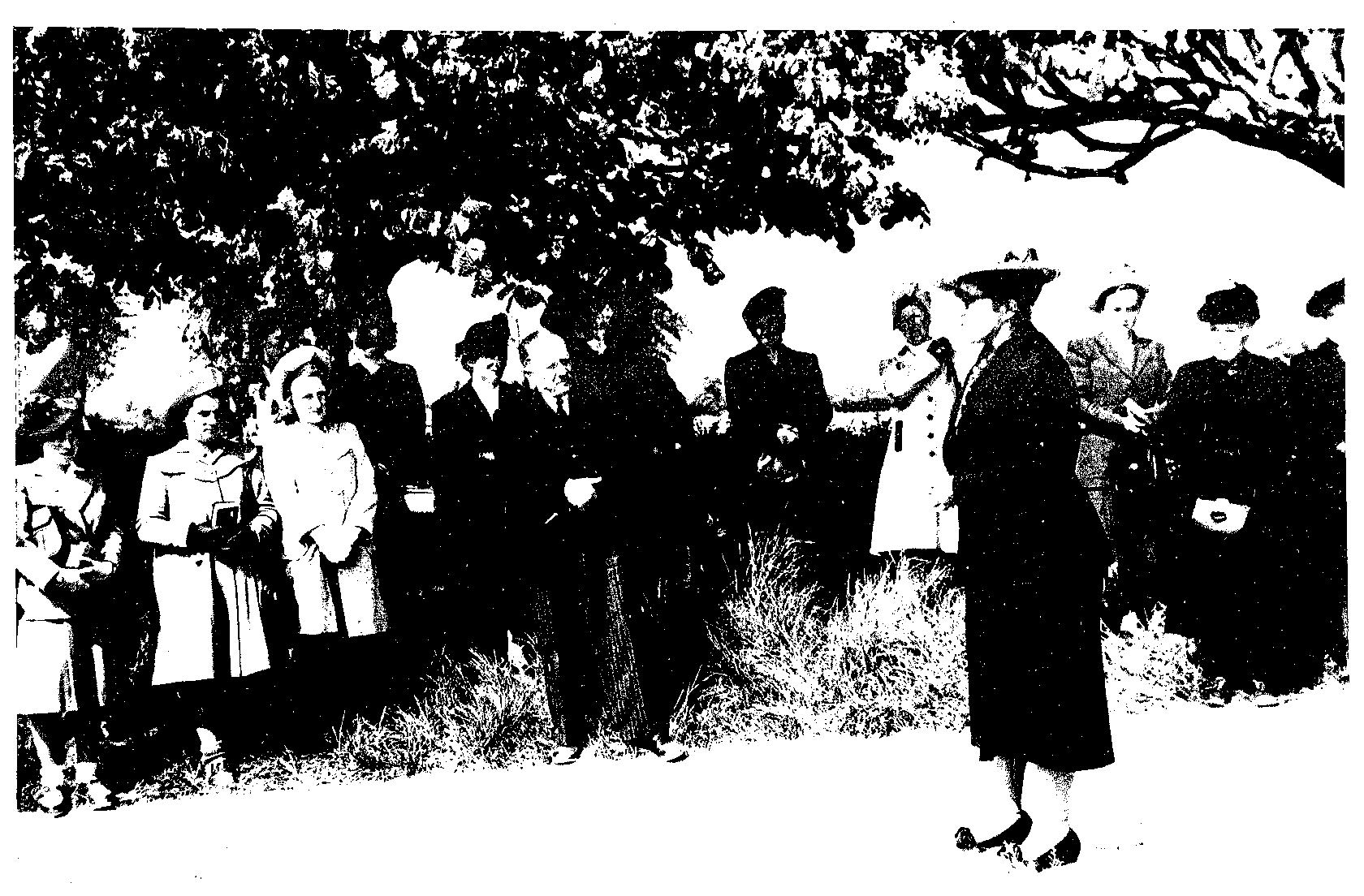
Germaine Poinso-Chapuis (1948)

Germaine Poinso-Chapuis (Marseille, 6 maart 1901 - Marseille, 20 februari 1981, was een Frans christendemocratisch politica.

## Opleiding en aandeel in het verzet
Germaine Poinso-Chapuis studeerde Romeins recht aan de Universiteit van Aix-Marseille. Na haar afstuderen werd ze advocate bij de balie van Marseille. Tijdens de Duitse bezetting van Frankrijk was ze actief in het verzet (Maquis). Als verwante van Gaston Defferre nam zij zijn advocatenpraktijk waar, terwijl hij de kas van de Socialistische Verzetsbeweging beheerde. Poinso-Chapuis was lid van het Bevrijdingscomité van het departement Bouches-du-Rhône.

## Politica
Germaine Poinso-Chapuis in 1945 als kandidate van de christendemocratische Mouvement Républicain Populaire (MRP, Republikeinse Volksbeweging) voor het departement Bouches-du-Rhône in de Nationale Grondwetgevende Vergadering (Assemblée Nationale Constituante) gekozen. Bij de parlementsverkiezingen van 1946 werd ze in de Franse Nationale Vergadering (Assemblée Nationale) gekozen (tot 1955).
Germaine Poinso-Chapuis werd op 24 november 1947 minister van Volksgezondheid en Bevolking in het kabinet van premier Robert Schuman. Poins-Chapuis was de eerste vrouwelijke minister (met portefeuille) van Frankrijk. Als minister van Volksgezondheid en Bevolking voerde ze de wet voor de bescherming van het kind in. Daarnaast was ze verantwoordelijk voor de invoering van professionele opleidingen voor kraamverzorgers. Min of meer tegen haar zin, maar onder druk van de MRP, tekende ze de wet voor subsidie aan familieorganisaties. De rooms-katholieke, door de staat gecontroleerde, familieorganisaties verstrekten geld aan ouders die onvoldoende verdienden om hun kinderen naar de particuliere rooms-katholieke scholen te sturen. Een andere verdienste van Poinso-Chapuis was een nieuwe wet die de integratie van gehandicapten vergemakkelijkte (l'Association des Foyers et Ateliers pour Handicapés).
Ofschoon maar korte tijd minister (24 november 1947 - 26 juli 1948) en in de vergetelheid geraakt, droeg ze veel bij tot de hervorming van het Franse zorgstelsel.
Naast actief te zijn geweest in de landelijke was Poinso-Chapuis ook actief in de plaatselijke politiek. Ze was o.a. lid van de gemeenteraad van Marseille.
Germaine Poinso-Chapuis zette zich in voor de bestrijding van overmatig alcoholgebruik.
Germaine Poinso-Chapuis overleed op 79-jarige leeftijd.

## Verwijzingen
1. 1 2  The Locust Years. The Story of the Fourth French Republic 1946-1958, door: Frank Giles (1991), blz. 99

- Bibliothèque nationale de France: cb13513966s (data)
- Gemeinsame Normdatei: 123192986
- International Standard Name Identifier: 0000 0000 1213 4453
- Library of Congress Control Number: nb99035115
- Nationale Bibliotheek van Israël: 987007433705605171
- Système universitaire de documentation: 050456024
- Virtual International Authority File: 49379504
- WorldCat: E39PBJk9773pqx4tmxqRfMDTHC